# John Gianelli
John Arec Gianelli (Stockton, California, 10 de junio de 1950) es un exjugador de baloncesto estadounidense que jugó ocho temporadas en la NBA y otras tres en la liga italiana. Con 2,08 metros de estatura, lo hacía en la posición de ala-pívot.

## Trayectoria deportiva

### Universidad
Jugó durante cuatro temporadas con los Tigers de la Universidad del Pacífico, en las que promedió 20,5 puntos y 16,4 rebotes por partido. Fue elegido en 1971 como mejor jugador de la West Coast Conference, y al año siguiente, con el equipo ya en la Big West Conference, en el mejor quinteto de la conferencia.

### Profesional
Fue elegido en la vigésima posición del Draft de la NBA de 1972 por Houston Rockets, y también por los Pittsburgh Condors en el draft de la ABA, eligiendo la primera opción. Pero poco antes del comienzo de la temporada, fue traspasado a New York Knicks. En su primer año en el equipo apenas dispuso de los pocos minutos que jugadores como Willis Reed o Jerry Lucas le dejaron para darles descanso, promediando 3,5 puntos y 2,9 rebotes por partido, pero que le sirvieron para ganar su primer y único anillo de campeón de la NBA, tras derrotar en las Finales a Los Angeles Lakers por 4-1.
Poco a poco fue ganando peso en el equipo, y ya en la temporada 1974-75 actuó como titular, con más de 30 minutos en pista cada noche. Ese año consiguió sus mejores números en una temporada, promediando 10,3 puntos, 8,6 rebotes y 1,5 tapones por partido. En 1976, cuando estaba realizando su mejor campeonato, rozando los 10 rebotes por encuentro, fue traspasado a Buffalo Braves a cambio de Bob McAdoo y Tom McMillen. Pero no terminó de adaptarse al juego de los Braves, siendo traspasado al finalizar la temporada a Milwaukee Bucks a cambio de una futura ronda del draft.
En los Bucks hizo dos buenas temporadas, complementándose en el puesto de ala-pívot con Dave Meyers, promediando en la primera de ellas 8,5 puntos y 6,2 rebotes. Nada más terminar la temporada 1978-79 fue traspasado a cambio de Harvey Catchings a los New Jersey Nets, quienes lo utilizaron como moneda de cambio, junto con Bernard King y Jim Boylan, para obtener a Rich Kelley de Utah Jazz. Pero en el equipo mormón no tuvo oportunidades, siendo cortado a las pocas semanas del inicio de la competición.
Decidió continuar su carrera profesional en la liga italiana, fichando por el Billy Milano, conde coincidió con dos jugadores míticos de la liga transalpina, Dino Meneghin y Mike D'Antoni, y con Dan Peterson como entrenador, con los que ganó la liga en 1982. A lo largo de sus tres temporadas en Milán promedió 16,3 puntos y 11,4 rebotes por partido.

## Estadísticas de su carrera en la NBA
|  | Denota temporadas en las que fue Campeón de la NBA |

### Temporada regular
| Año      | Equipo    | PJ  | PT | MPP  | %TC  | %3P  | %TL  | RPP | APP | ROB | TPP | PPP  |
| -------- | --------- | --- | -- | ---- | ---- | ---- | ---- | --- | --- | --- | --- | ---- |
| 1972–73† | New York  | 52  | -  | 9.9  | .451 | -    | .697 | 2.9 | 0.5 | -   | -   | 3.5  |
| 1973–74  | New York  | 70  | -  | 20.3 | .479 | -    | .760 | 4.9 | 1.1 | 0.3 | 0.6 | 7.3  |
| 1974–75  | New York  | 80  | -  | 35.0 | .472 | -    | .692 | 8.6 | 2.0 | 0.5 | 1.5 | 10.3 |
| 1975–76  | New York  | 82  | -  | 28.4 | .473 | -    | .713 | 6.7 | 1.4 | 0.3 | 0.8 | 9.3  |
| 1976–77  | New York  | 19  | -  | 33.2 | .473 | -    | .729 | 9.4 | 1.4 | 0.7 | 1.5 | 10.9 |
| 1976–77  | Buffalo   | 57  | -  | 22.5 | .431 | -    | .714 | 5.2 | 1.0 | 0.4 | 1.2 | 7.0  |
| 1977–78  | Milwaukee | 82  | -  | 28.4 | .488 | -    | .642 | 6.2 | 2.3 | 0.7 | 1.1 | 8.5  |
| 1978–79  | Milwaukee | 82  | -  | 25.1 | .486 | -    | .706 | 5.0 | 2.0 | 0.5 | 0.7 | 7.1  |
| 1979–80  | Utah      | 17  | -  | 16.8 | .348 | .000 | .563 | 3.6 | 1.0 | 0.4 | 0.4 | 3.2  |
| Total    | Total     | 541 | -  | 25.2 | .470 | .000 | .702 | 5.9 | 1.5 | 0.5 | 1.0 | 7.8  |

### Playoffs
| Año      | Equipo    | PJ | PT | MPP  | %TC  | %3P | %TL   | RPP | APP | ROB | TPP | PPP |
| -------- | --------- | -- | -- | ---- | ---- | --- | ----- | --- | --- | --- | --- | --- |
| 1972–73† | New York  | 7  | -  | 7.9  | .550 | -   | .429  | 1.9 | 0.1 | -   | -   | 3.6 |
| 1973–74  | New York  | 12 | -  | 28.2 | .407 | -   | .720  | 7.3 | 1.9 | 0.3 | 0.5 | 7.3 |
| 1974–75  | New York  | 3  | -  | 31.0 | .458 | -   | 1.000 | 4.7 | 0.7 | 0.0 | 1.3 | 8.3 |
| 1977–78  | Milwaukee | 9  | -  | 32.2 | .424 | -   | .769  | 6.4 | 1.6 | 0.9 | 1.2 | 7.8 |
| Total    | Total     | 31 | -  | 25.0 | .434 | -   | .721  | 5.6 | 1.3 | 0.5 | 0.9 | 6.7 |